# سیارک ۶۸۶
سیارک ۶۸۶ (به انگلیسی: 686 Gersuind، نامگذاری:1909HF) ششصد و هشتاد و ششمین سیارک کشف شده‌است که در ۱۵ اوت ۱۹۰۹ و در هایدلبرگ کشف شد.
قدر مطلق سیارک برابر ۹٫۶۷ است.